# مهران شیخی
مهران شیخی کشتی‌گیر اهل ایران است که در بازی‌های المپیک تابستانی جوانان ۲۰۱۰ در سنگاپور شرکت کرد.
وی برنده مدال نقره در وزن ۴۶ کیلوگرم پسران در بازی‌های المپیک تابستانی جوانان ۲۰۱۰ است که در فینال به حریف روسی باخت.